# Óscar Urbina Ortega
Óscar Urbina Ortega (Arboledas, 13 aprile 1947) è un arcivescovo cattolico colombiano, dal 23 aprile 2022 arcivescovo emerito di Villavicencio.

## Biografia
Óscar Urbina Ortega è nato ad Arboledas il 13 aprile 1947 ed è figlio di Juan de Dios Urbina Ortega e Josefa Ortega Arias.

### Formazione e ministero sacerdotale
Ha frequentato la scuola elementare "Pedro José Ortiz" e il seminario minore dei padri redentoristi a Servitá, nel dipartimento di Santander. Nel 1960 i redentoristi si sono trasferiti a Manizales e il giovane Ortega li ha seguiti. Dopo aver conseguito il diploma liceale, è entrato in seminario e nel 1968 ha conseguito la laurea in filosofia all'Università di La Salle. Ha studiato teologia all'Università di San Buenaventura.
Il 30 novembre 1973 è stato ordinato presbitero per l'Arcidiocesi di Bogotà dal cardinale Aníbal Muñoz Duque. Poco dopo è stato inviato a Roma per studiare filosofia alla Pontificia Università Gregoriana. Tornato in patria è stato vicario parrocchiale della parrocchia di San Gabriele, professore nel seminario minore di Bogotà, coordinatore arcidiocesano della pastorale vocazionale, professore nel seminario maggiore di Bogotá, rettore dello stesso e vicario episcopale della vicaria dell'Immacolata Concezione.

### Ministero episcopale
L'8 marzo 1996 papa Giovanni Paolo II lo ha nominato vescovo ausiliare di Bogotá e titolare di Forconio. Ha ricevuto l'ordinazione episcopale il 13 aprile successivo dall'arcivescovo metropolita di Bogotá Pedro Rubiano Sáenz, co-consacranti gli arcivescovi Paolo Romeo, nunzio apostolico in Colombia, e Tarcisio Bertone, segretario della Congregazione per la dottrina della fede.
Il 9 novembre 1999 lo stesso papa Giovanni Paolo II lo ha promosso vescovo di Cúcuta. Durante il suo episcopato ha promosso la nuova evangelizzazione e ha organizzato, insieme ad altre istituzioni, programmi umanitari e di aiuto alimentare. Con l'aiuto del segretariato comunale per l'educazione, è riuscito a sostenere più di 250 giovani nel seminario minore, orientandoli in una linea di servizio alla società. Ha ordinato 27 sacerdoti e aperto 22 nuove parrocchie.
Il 30 novembre 2007 papa Benedetto XVI lo ha nominato arcivescovo metropolita di Villavicencio. Ha preso possesso dell'arcidiocesi il 25 gennaio successivo.
Nel giugno del 2012 ha compiuto la visita ad limina.
Dal 5 luglio 2017 al 4 luglio 2021 è presidente della Conferenza episcopale della Colombia. In seno alla stessa è stato presidente della commissione episcopale per la pastorale dell'evangelizzazione, della cultura e dell'educazione e vicepresidente dal 9 luglio 2014 al 5 luglio 2017.
In seno al Consiglio episcopale latinoamericano è responsabile della sezione cultura del dipartimento per la cultura e l'istruzione.
È anche vicepresidente del consiglio di amministrazione della Fondazione Pontificia Populorum progressio.
Il 23 aprile 2022 papa Francesco ha accolto la sua rinuncia, per raggiunti limiti di età, al governo pastorale dell'arcidiocesi di Villavicencio.

## Genealogia episcopale
La genealogia episcopale è:
- Cardinale Scipione Rebiba
- Cardinale Giulio Antonio Santorio
- Cardinale Girolamo Bernerio, O.P.
- Arcivescovo Galeazzo Sanvitale
- Cardinale Ludovico Ludovisi
- Cardinale Luigi Caetani
- Cardinale Ulderico Carpegna
- Cardinale Paluzzo Paluzzi Altieri degli Albertoni
- Papa Benedetto XIII
- Papa Benedetto XIV
- Papa Clemente XIII
- Cardinale Marcantonio Colonna
- Cardinale Giacinto Sigismondo Gerdil, B.
- Cardinale Giulio Maria della Somaglia
- Cardinale Carlo Odescalchi, S.I.
- Vescovo Eugène de Mazenod, O.M.I.
- Cardinale Joseph Hippolyte Guibert, O.M.I.
- Cardinale François-Marie-Benjamin Richard de la Vergne
- Cardinale Pietro Gasparri
- Cardinale Clemente Micara
- Cardinale Antonio Samorè
- Cardinale Aníbal Muñoz Duque
- Arcivescovo Óscar Urbina Ortega